# L'Art de l'écriture pure en musique

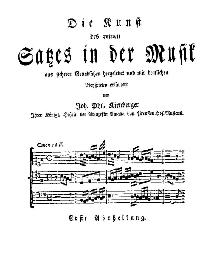

L'Art de l'écriture pure en musique (en allemand Die Kunst des reinen Satzes in der Musik) est un traité de théorie musicale de Johann Philipp Kirnberger (1721-1783), en deux parties publiées en 1774 et 1776-1777.
Kirnberger le dédie à la princesse Anna Amelie de Prusse. L'art de l'écriture pure en musique est une théorie de musique assez conservatrice, même pour l'époque, mais également non sans controverse, naissant des échanges de Kirnberger avec de grands maîtres de la musique comme C.P.E. Bach, F.W. Marpurg, J.N. Forkel ou J.F. Agricola.
Le grand nombre d'exemples notés est impressionnant, ainsi que les nombreux extraits de J.S. Bach publiés pour la première fois (quatre résolutions de canons de la partition de L'Offrande musicale BWV 1079 ainsi que le Christe eleison de la Messe en la majeur).

## Contenu
La première partie du traité est consacrée à des points de théorie, à l'harmonie, aux modulations et au contrepoint simple. La deuxième partie est consacrée à l'accompagnement, à la « mélodie fluide », au rythme et au contrepoint double.
Première partie
- 1. De l'échelle et de son accord
- 2. Des intervalles
- 3. Des accords

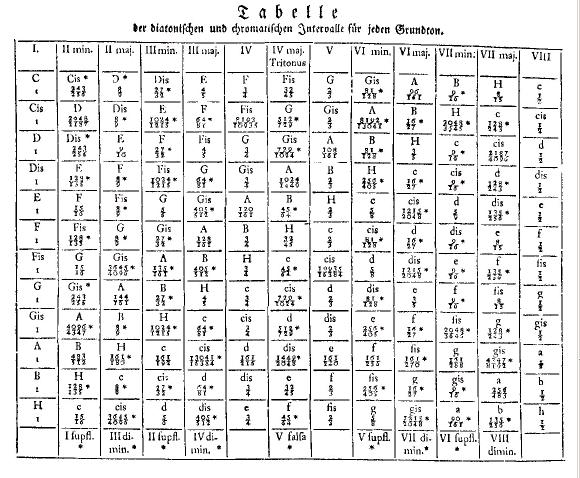
Tableau des intervalles diatoniques et chromatiques sur chaque note fondamentale.

- 4. Remarques sur la constitution et l'usage des accords et de quelques intervalles s'y rapportant
- 5. Du traitement libre des accords dissonants en style léger
- 6. Des périodes harmoniques et des cadences
- 7. De la modulation
- 8. De la modulation dans les tonalités éloignées et des changements (Ausweichungen) soudains
- 9. Des progressions harmoniques et non harmoniques dans la mélodie
- 10. Du contrepoint simple à deux ou plusieurs voix
- 11. Du contrepoint simple orné ou fleuri
- Supplément
- Errata

Seconde partie
- 1. Des différentes formes de l'accompagnement harmonique d'une mélodie donnée
- 2. De la gamme et des tons et tonalités (Tönen und Tonarten) en découlant
- 3. De la progression mélodique et de la mélodie fluide
- 4. Du mouvement, de la mesure et du rythme
- 5. Du contrepoint double
- Conclusion sur le contrepoint double
- Sur le tempérament
- Friedrich Wilhelm Marpurg, Sur le tempérament